# Semond
 Semond  es una población y comuna francesa, en la región de Borgoña, departamento de Côte-d'Or, en el distrito de Montbard y cantón de Baigneux-les-Juifs.

## Demografía
| 69 | 74 | 74 | 55 | 64 | 45 |
| Para los censos de 1962 a 1999 la población legal corresponde a la población sin duplicidades (Fuente: INSEE [Consultar]) |    |    |    |    |    |